# 百貫港
百貫港（ひゃっかんこう）は、熊本県熊本市西区にある地方港湾。熊本県が管理している。

## 概要
熊本市の市街地から西方約10km離れた坪井川の河口に設けられた河口港で、加藤清正により16世紀末ごろに築港され、三角西港が明治初頭に開港されるまで、熊本の外港として栄えた。
1912年は熊本軌道が田崎 - 百貫石間を軌間762mmで開業（非電化）、1916年に高麗門まで延伸され、当港と熊本市中心部が鉄道で結ばれた。1920年に電化工事のため休止となるが、合併により熊本電気軌道へ経営権が移行した後、1923年10月1日、田崎 - 百貫石間が軌間1067mmで電化開業した。電化後は5時台から23時台まで12分毎の高頻度で運転されていた。
1945年3月1日、太平洋戦争の影響により休止となり、終戦後の1945年11月30日には熊本市に買収され、熊本市電百貫線となるが、運行を再開することなく、1965年2月11日に廃止された。
1967年には九州商船により当港と島原港および本渡港を結ぶ日本初のホバークラフト定期航路が運行された。
現在は、熊本都市圏で使用される砂・砂利を主に扱う工業港となっており、定期旅客航路の発着はない。
2015年度の発着数は15隻（3,870総トン）。

## 港湾施設
- -1.0m物揚場（L=119m）
- -0.5m物揚場（L=626m）
- 野積場・荷捌地（14,970m2）